# Disney Channel Original Series
Disney Channel Original Series – seria seriali fabularnych i animowanych produkowanych i premierowo emitowanych przez Disney Channel. Od 1983 do 1997 były tworzone jako Disney Channel Series, a w 1996 pojawiały się już pod obecną nazwą. Oprócz tego artykuł zawiera listę Playhouse Disney Series, seriali produkowanych dla Playhouse Disney (bloku dla dzieci w wieku przedszkolnym w Disney Channel).
Przy każdej produkcji podano w nawiasie daty rozpoczęcia i zakończenia pierwszej emisji.

## Disney Channel Series
- Good Morning, Mickey! (18 kwietnia 1983)
- Welcome to Pooh Corner (18 kwietnia 1983 – 1986)
- Contraption (18 kwietnia 1983 – 25 października 1989)
- Kaczor Donald przedstawia (1 września 1983)
- You and Me Kid (18 kwietnia 1983 – 1986)
- Symbol (1984 – 1991)
- Dumbo's Circus (6 maja 1985 – 1988)
- Wuzzle (14 września 1985 – 7 grudnia 1985)
- Kids Incorporated (3 listopada 1986 – 9 lutego 1994)
- Dzień dobry, panno Bliss (30 listopada 1988 – 18 marca 1989)
- Mickey Mouse Club (24 kwietnia 1989 – 31 maja 1996)
- Adventures in Wonderland (1991 – 1995)
- Raw Toonage (12 września 1992 – 28 listopada 1992)
- The Shnookums and Meat Funny Cartoon Show (16 października 1993 – 16 stycznia 1995)
- Marsupilami (1993 – 1995)
- The Mighty Ducks (7 września 1996 – 10 stycznia 1997)
- Café Myszka (13 stycznia 2001 – 24 października 2003)

## Disney Channel Original Series
|  | Nadchodzący serial |
|  | Trwający serial    |

| Rok  | Serial                            | Amerykańska emisja                                               | Polska emisja                               | sezony |
| ---- | --------------------------------- | ---------------------------------------------------------------- | ------------------------------------------- | ------ |
| 1997 | Flash Forward                     | 1997 – 1999                                                      | nieemitowany                                |        |
| 1998 | Big Juice                         | 28 lutego 1998 – 2001                                            | nieemitowany                                |        |
| 1998 | Sławny Jett Jackson               | 25 października 1998 – 22 czerwca 2001                           | brak danych                                 | 3      |
| 1999 | To niesamowite                    | 18 stycznia 1999 – 28 września 2001                              | brak danych                                 | 3      |
| 1999 | The Jersey                        | 24 września 1999 – 23 marca 2003                                 | nieemitowany                                |        |
| 2000 | Świat nonsensów u Stevensów       | 17 czerwca 2000 – 2 czerwca 2003                                 | brak danych                                 | 3      |
| 2000 | It's a Heartbeat                  | 26 sierpnia 2000 – 25 marca 2001                                 | nieemitowany                                |        |
| 2001 | Lizzie McGuire                    | 12 stycznia 2001 – 14 lutego 2004                                | październik 2004 – październik 2007         | 3      |
| 2001 | The Proud Family                  | 15 września 2001 – 19 sierpnia 2005                              | nieemitowany                                | 3      |
| 2002 | Kim Kolwiek                       | 7 czerwca 2002 – 7 września 2007                                 | 3 grudnia 2006 – 31 marca 2014              | 4      |
| 2003 | Świat Raven                       | 17 stycznia 2003 – 10 listopada 2007                             | 2 grudnia 2006 – 10 sierpnia 2008           | 4      |
| 2003 | Lilo i Stich                      | 20 września 2003 – 23 lipca 2006                                 | 3 grudnia 2006 – 30 października 2009       | 3      |
| 2004 | Dave Barbarzyńca                  | 23 stycznia 2004 – 22 stycznia 2005                              | nieemitowany                                | 1      |
| 2004 | Filip z przyszłości               | 18 czerwca 2004 – 19 sierpnia 2006                               | 3 grudnia 2006 – 31 sierpnia 2009           | 2      |
| 2004 | Brenda i pan Whiskers             | 21 sierpnia 2004 – 25 sierpnia 2006                              | 3 grudnia 2006 – 18 czerwca 2010            | 2      |
| 2005 | Amerykański smok Jake Long        | 21 stycznia 2005 – 1 września 2007                               | 3 grudnia 2006 – 30 kwietnia 2010           | 2      |
| 2005 | Nie ma to jak hotel               | 18 marca 2005 – 1 września 2008                                  | 2 grudnia 2006 – 28 października 2008       | 3      |
| 2005 | Maggie Brzęczymucha               | 17 czerwca 2005 – 27 maja 2006                                   | brak danych                                 | 1      |
| 2006 | Nowa szkoła króla                 | 27 stycznia 2006 – 20 listopada 2008                             | 3 grudnia 2006 – 22 sierpnia 2009           | 2      |
| 2006 | Hannah Montana                    | 24 marca 2006 – 16 stycznia 2011                                 | 2 grudnia 2006 – 23 kwietnia 2011           | 4      |
| 2006 | Wymiennicy                        | 8 września 2006 – 30 marca 2009                                  | 23 lutego 2007 – 31 sierpnia 2009           | 2      |
| 2007 | Cory w Białym Domu                | 12 stycznia 2007 – 12 września 2008                              | 13 kwietnia 2007 – 17 sierpnia 2009         | 2      |
| 2007 | Fineasz i Ferb                    | 17 sierpnia 2007 – 12 czerwca 2015                               | 1 lutego 2008 – obecnie                     | 4      |
| 2007 | Czarodzieje z Waverly Place       | 12 października 2007 – 6 stycznia 2012                           | 29 lutego 2008 – 26 maja 2012               | 4      |
| 2008 | Suite Life: Nie ma to jak statek  | 26 września 2008 – 6 maja 2011                                   | 16 stycznia 2009 – 3 czerwca 2012           | 3      |
| 2009 | Słoneczna Sonny                   | 8 lutego 2009 – 2 stycznia 2011                                  | 5 września 2009 – 19 czerwca 2011           | 2      |
| 2009 | Jonas w Los Angeles               | 2 maja 2009 – 3 października 2010                                | 10 października 2009 – 14 lutego 2011       | 2      |
| 2010 | Powodzenia, Charlie!              | 4 kwietnia 2010 – 16 lutego 2014                                 | 5 czerwca 2010 – 23 sierpnia 2014           | 4      |
| 2010 | Akwalans                          | 3 września 2010 – 4 kwietnia 2014                                | 15 stycznia 2011 – 21 lipca 2014            | 3      |
| 2010 | Taniec rządzi                     | 7 listopada 2010 – 10 listopada 2013                             | 29 stycznia 2011 – 22 marca 2014            | 3      |
| 2011 | Nadzdolni                         | 6 maja 2011 – 21 marca 2014                                      | 10 grudnia 2011 – 18 maja 2014              | 3      |
| 2011 | Z innej beczki                    | 5 czerwca 2011 – 25 marca 2012                                   | 15 października 2011 – 20 października 2012 | 1      |
| 2011 | Jessie                            | 30 września 2011 – 16 października 2015                          | 23 grudnia 2011 – 9 czerwca 2016            | 4      |
| 2011 | Austin i Ally                     | 2 grudnia 2011 – 10 stycznia 2016                                | 10 marca 2012 – 12 listopada 2016           | 4      |
| 2012 | Wodogrzmoty Małe                  | 15 czerwca 2012 – 2 sierpnia 2013 (Przeniesiony do Disney XD)    | 20 października 2012 – 29 kwietnia 2016     | 2      |
| 2012 | Blog na cztery łapy               | 12 października 2012 – 25 września 2015                          | 23 marca 2013 – 14 listopada 2015           | 3      |
| 2013 | Liv i Maddie                      | 19 lipca 2013 – 24 marca 2017                                    | 7 grudnia 2013 – 23 września 2017           | 4      |
| 2013 | W tę i nazad                      | 16 sierpnia 2013 – 24 stycznia 2014 (Przeniesniony do Disney XD) | 15 lutego 2014 – obecnie                    | 2      |
| 2014 | To nie ja                         | 17 stycznia 2014 – 16 października 2015                          | 14 czerwca 2014 – 1 kwietnia 2016           | 2      |
| 2014 | Dziewczyna poznaje świat          | 27 czerwca 2014 – 20 stycznia 2017                               | 22 października 2014 – obecnie              | 3      |
| 2015 | K.C. nastoletnia agentka          | 18 stycznia 2015 – 2 lutego 2018                                 | 12 czerwca 2015 – 1 sierpnia 2018           | 3      |
| 2015 | Przyjaciółki od czasu do czasu    | 26 czerwca 2015 – 11 grudnia 2016                                | 18 września 2015 – 8 grudnia 2017           | 2      |
| 2015 | Obóz Kikiwaka                     | 31 lipca 2015 – obecnie                                          | 10 czerwca 2016 – obecnie                   | 3      |
| 2016 | Rodzinka od środka                | 14 lutego 2016 – 23 lipca 2018                                   | 29 sierpnia 2016 – 14 listopada 2018        | 3      |
| 2016 | Bizaardvark                       | 24 czerwca 2016 – 13 kwietnia 2019                               | 9 września 2016 – obecnie                   | 3      |
| 2017 | Zaplątani                         | 24 marca 2017 – obecnie                                          | 25 września 2017                            | 2      |
| 2017 | Andi Mack                         | 7 kwietnia 2017 - 26 lipca 2019                                  | B.D                                         | 2      |
| 2017 | Raven na chacie                   | 21 lipca 2017                                                    | 10 lutego 2018 – obecnie                    | 2      |
| 2018 | Coop i Cami pytają świat          | 12 października 2018                                             | 29 kwietnia 2019 – obecnie                  | 1      |
| 2019 | Kacze opowieści                   | 2018-obecnie                                                     | 2018-obecnie                                | 2      |
| 2019 | Bug Juice:letni obóz z przygodami | 16 lipca 2018 – obecnie                                          | 3 czerwca 2019 – obecnie                    | 1      |
| 2019 | Odjazdowa Layne                   | 15 lutego 2019 – obecnie                                         | 20 maja 2019 – obecnie                      | 1      |

## Playhouse Disney Series
- Niedźwiedź w dużym niebieskim domu (20 października 1997 – 6 maja 2007)
- I pies, i wydra (5 marca 1998 – 24 września 2000)
- Olinek Okrąglinek (4 października 1998 – 1 sierpnia 2004)
- Out of the Box (5 października 1998 – sierpień 2004)
- Kubusiowe opowieści (22 stycznia 2001 – 1 października 2002)
- Stanley (15 września 2001 – 26 listopada 2004)
- Świat Todda (28 września 2003 – 14 lutego 2007)
- Opowieści z Kręciołkowa (12 września 2004 – 7 stycznia 2008)
- Breakfast with Bear (2005 – 2006)
- Jasiek i Tyćki (9 października 2005 – 4 stycznia 2009)
- Mali Einsteini (9 października 2005 – 30 listopada 2009)
- Klub przyjaciół Myszki Miki (5 maja 2006 – obecnie)
- Złota Rączka (16 września 2006 – obecnie)
- Ooh, Aah and You (2006 – 2007)
- Moi przyjaciele – Tygrys i Kubuś (12 maja 2007 – 9 października 2010)
- Zajączkowo (3 listopada 2007 – 3 października 2011)
- Poruszamy wyobraźnię (6 września 2008 – obecnie)
- Agent specjalny Oso (4 kwietnia 2009 – 17 maja 2012)
- Gdzie jest mysz? (24 sierpnia 2009 – 2 lutego 2010)
- Przystanek dżungla (5 października 2009 – 25 października 2012)

## Disney Junior Series
- Jake i piraci z Nibylandii (14 lutego 2011 – 6 listopada 2016)
- Klinika dla pluszaków (23 marca 2012 – obecnie)
- Jej Wysokość Zosia (18 listopada 2012 – obecnie)
- Henio Tulistworek (5 kwietnia 2013 – obecnie)
- Szeryf Kaja na Dzikim Zachodzie (20 stycznia 2014 – obecnie)
- Miles z przyszłości (6 lutego 2015 – obecnie)
- Złotowłosa i Miś (12 września 2015  – obecnie)
- Lwia Straż (listopad 2015)
- Elena z Avaloru (2016)
- Miki i raźni rajdowcy (2017)
- Fancy Nancy Clancy (13 lipca 2018 – obecnie)